# Basil Salvadore D’Souza
Basil Salvadore D’Souza (* 23. Mai 1926 in Bondel, Britisch-Indien; † 5. September 1996) war ein indischer römisch-katholischer Geistlicher und Bischof von Mangalore.

## Leben
Basil Salvadore D’Souza empfing am 25. März 1952 das Sakrament der Priesterweihe.
Am 22. März 1965 ernannte ihn Papst Paul VI. zum Bischof von Mangalore. Der Internuntius in Indien, Erzbischof James Robert Knox, spendete ihm am 11. Mai desselben Jahres die Bischofsweihe; Mitkonsekratoren waren der Erzbischof von Kalkutta, Albert Vincent D’Souza, und der Bischof von Chikmagalur, Alphonsus Mathias.
Er nahm an der vierten Sitzungsperiode des Zweiten Vatikanischen Konzils als Konzilsvater teil.